# Pascale Casanova (critica letteraria)
Marie-Pascale Bénédicte Casanova (Tours, 14 febbraio 1959 – Parigi, 29 settembre 2018) è stata una scrittrice, critica letteraria e professoressa universitaria francese, considerata una tra le maggiori personalità della critica letteraria francese.

## Biografia
Ha scritto la sua tesi di dottorato, La République mondiale des lettres (pubblicata da Seuil nel 1999), sotto la supervisione di Pierre Bourdieu. Pubblicata in inglese con il titolo The World Republic of Letters (Harvard University Press, 2004), è diventata rapidamente un classico nella letteratura scientifica di settore.
(Orhan Pamuk)
Casanova è morta il 29 settembre 2018, all'età di 59 anni. Negli ultimi dieci anni di vita, afflitta da una malattia incurabile, è comunque riuscita a pubblicare due nuovi libri, nel 2011 e 2015.

## Carriera
Dal 1997 al 2010, prima di dedicarsi completamente alla ricerca, Casanova è stata una delle più importanti critiche letterarie francesi attive nei media. Produttrice per la stazione radio France Culture, per quindici anni - prima della chiusura della trasmissione e licenziamento per disaccordi sul contratto di lavoro, Casanova è stata autrice e redattrice de L'Atelier littéraire, programma radiofonico della rete, durante il quale venivano presentati gli autori francesi e stranieri più innovativi.
È stata visiting professor presso il Dipartimento di studi romantici dell'Università Duke.
Oltre alla ricerca, Pascale Casanova è stata una delle principali collaboratrici della rivista internazionale Liber, lanciata da Pierre Bourdieu nel 1988.

## Punto di vista
Tutte le opere di Casanova affrontano la questione del dominio linguistico. Casanova ha descritto la nascita e lo sviluppo di un campo letterario internazionale autonomo, in opposizione alla strumentalizzazione della letteratura dominante che intende costruire delle identità nazionali. Questo campo è organizzato in funzione dei rapporti di potere diseguali tra le culture, in base al loro capitale letterario, misurabile attraverso il numero di opere entrate nel canone letterario mondiale, di cui le più antiche e le più affermate culture (come quella francese, inglese, tedesca e russa), dispongono di un evidente vantaggio. Per Casanova, come sosteneva nel volume intitolato Des littératures combatives. L'internationale des nationalismes littéraires (pubblicato da Raisons d'agir nel 2011), il nazionalismo letterario è stato un modo per le letterature dominate di combattere la supremazia delle letterature dominanti nel campo letterario internazionale.
Nelle sue monografie su Samuel Beckett (Beckett, l'abstracteur, edito da Seuil nel 1997) e Franz Kafka (Kafka en colère, pubblicato nel 2011 sempre da Seuil), Casanova ha raccontato le rivoluzioni simboliche che gli autori hanno portato con la loro appartenenza ad una "letteratura minore", nella sua definizione data da Gilles Deleuze e Félix Guattari. Casanova ha interpretato i romanzi di Kafka come una critica attenuata della violenza simbolica che sta alla base del desiderio assimilazionista della comunità ebraica.
Nel suo ultimo libro, La Langue mondiale (Seuil, 2015) ha analizzato il ruolo della traduzione come modalità di accumulazione di capitale simbolico e come arma contro il dominio linguistico, partendo delle traduzioni dal latino al francese del XVI e XVII secolo e fino al crescente dominio della lingua inglese e le implicazioni che ne derivano.

## Opere
- (FR) La republique mondiale des lettres, Parigi, Editions du Seuil, 1999, ISBN 9782757809983, OCLC 277230262.
- (FR) Kafka en colère : essai, Parigi, Seuil, DL, 2011, ISBN 9782021046731, OCLC 780284447.
- (FR) La langue mondiale, Parigi, Seuil, 2015.

### In Italiano
- La repubblica mondiale delle lettere, a cura di Cecilia Benaglia, Milano, Nottetempo, 2023, ISBN 9791254800379

### In inglese
- The World Republic of Letters, traduzione di MB DeBevoise, Cambridge, Massachusetts, Harvard University Press, 2007, ISBN 9780674010215, OCLC 959649754.[5][6][7][8]
- (EN) Kafka, angry poet, traduzione di Chris Turner, New York, Seagull Books, 2015, ISBN 9780857421623, OCLC 908326432.
- (EN) Samuel Beckett: Anatomy of a Literary Revolution, ISBN 9781786635693, OCLC 1020310268.
- (EN) La letteratura come mondo (PDF), Università della Pennsylvania. URL consultato il 14 agosto 2022 (archiviato dall'url originale il 14 agosto 2022).